# Jun Kokubo
Jun Kokubo (小久保 純 Kokubo Jun?), född 8 september 1980 i Gunma prefektur, är en japansk före detta fotbollsspelare.
Kokubo började sin karriär 1999 i Montedio Yamagata. 2004 flyttade han till Thespa Kusatsu. Efter Thespa Kusatsu spelade han för Tonan Maebashi. Han avslutade karriären 2008.